# Episodi di Star Twinkle Pretty Cure

Logo occidentale della serie

Lista degli episodi di Star☆Twinkle Pretty Cure, sedicesima serie anime di Pretty Cure, trasmessa in Giappone su TV Asahi dal 3 febbraio 2019 al 26 gennaio 2020. In Italia è inedita.
La sigla originale di apertura, Kirari☆彡 Star☆Twinkle Precure (キラリ☆彡スター☆トゥインクルプリキュア?), è cantata da Rie Kitagawa, mentre quelle di chiusura, PaPePiPu☆Romantic (パぺピプ☆ロマンチック?) per gli ep. 1-5; 9-20 e Oshiete…! Twinkle☆ (教えて⋯！トゥインクル☆?) per gli ep. 21-34; 39-49, da Chihaya Yoshitake.
Negli episodi 6-8, in occasione dell'uscita al cinema del ventiseiesimo film del franchise, la sigla finale è WIN-kuru! Precure Miracle Universe☆ (ＷＩＮくる！プリキュアミラクルユニバース☆?), cantata da Rie Kitagawa. Negli episodi 35-38, invece, con l'uscita al cinema del film della serie, la sigla finale è Twinkle Stars, cantata dalle doppiatrici di Cure Star, Cure Milky, Cure Soleil, Cure Selene e Cure Cosmo (Eimi Naruse, Konomi Kohara, Kiyono Yasuno, Mikako Komatsu e Sumire Uesaka). Nell'episodio 48 manca la sigla iniziale, ma è inserita come musica di sottofondo all'interno di alcune scene.
Alla fine di ciascun episodio è presente lo Star☆Twinkle: seiza uranai (スター☆トゥインクル 星座占い?), un corto sull'oroscopo a cura di Arisu Yamada, nel quale vengono selezionati ogni volta tre segni zodiacali fortunati.

## Lista episodi
| Nº | Titolo italiano (traduzione letterale) Giapponese 「Kanji」 - Rōmaji | In onda           | In onda |
| Nº | Titolo italiano (traduzione letterale) Giapponese 「Kanji」 - Rōmaji | Giapponese        |         |
| 1  | Kirayaba~☆ Splende nel cosmo, Cure Star è nata! 「キラやば～☆ 宇宙に輝くキュアスター誕生！」 - Kirayaba~☆ Sora ni kagayaku Kyua Sutā tanjō! | 3 febbraio 2019   |         |
| 1  | Hikaru Hoshina è una ragazza dalla fervida immaginazione che adora osservare l'universo. Una sera, mentre disegna una strana costellazione che ha individuato nel cielo, una misteriosa fatina emerge dal suo taccuino. La piccola, che lei nomina Fuwa, sembra avere poteri magici in grado di aprire wormhole che possono teletrasportare persone e oggetti nello spazio. Il giorno dopo, Hikaru pensa di aver avuto un sogno ma, proprio quando ritrova Fuwa e capisce che è tutto vero, assiste all'atterraggio di un razzo con a bordo l'aliena Lala e il suo amico Prunce, scappati dallo spazio alla ricerca delle Leggendarie Guerriere Pretty Cure che possano ristabilire l'ordine nella galassia. Un uomo, Kappard dei Notraider, però, li segue e cerca di rapire Fuwa per sfruttarne i poteri magici; risaliti in orbita, Hikaru confusa e incredula si schiera contro il nemico per difendere la piccola e riesce ad ottenere uno Star Color Pendant e una Star Color Pen con cui trasformarsi nella Pretty Cure delle Stelle, Cure Star. In seguito alla battaglia, Fuwa dà a Lala la possibilità di capire il linguaggio umano e viceversa con Hikaru, prima che il loro razzo cessi di funzionare e precipiti nuovamente sulla Terra. |                   |         |
| 2  | Un'amica dallo spazio☆ Cure Milky è nata! 「宇宙からのオトモダチ☆ キュアミルキー誕生！」 - Uchū kara no otomodachi☆ Kyua Mirukī tanjō! | 10 febbraio 2019  |         |
| 2  | Mentre Lala cerca di riparare il suo razzo, Prunce approfondisce con Hikaru la spiacevole situazione creata dai Notraider, gruppo volto alla conquista dell'universo e di tutto ciò che contiene, i quali attaccarono lo Star Palace nel Mondo del Cielo Stellato in cui risiedevano le dodici Star Princess delle costellazioni zodiacali, protettrici dell'equilibrio cosmico; per impedire la definitiva perdita della luce nell'universo, quest'ultime, poco prima di esaurire i poteri nel tentativo di annientare gli assediatori e disperdersi nella galassia, spedirono lontano l'ultima speranza creata da loro, ovvero Fuwa, e Prunce alla disperata ricerca d'aiuto nelle Pretty Cure, a cui si unì successivamente anche Lala. Hikaru è ben felice di essere diventata una Pretty Cure e poter così aiutare, ma Lala al contrario non comprende il motivo per cui non lo sia diventata lei e cerca delle risposte, nel frattempo che conosce la cultura terrestre. Durante un secondo attacco di Kappard, incoraggiata anche da Hikaru a non lasciare che i dati statistici dettino chi sia, Lala ottiene uno Star Color Pendant e una Star Color Pen con cui trasformarsi nella Pretty Cure della Via Lattea, Cure Milky, e mette in fuga il nemico. |                   |         |
| 3  | Le Pretty Cure si sciolgono!? Alla ricerca del potere delle Star Princess☆ 「プリキュア解散！？スタープリンセスの力を探せ☆」 - Purikyua kaisan!? Sutā Purinsesu no chikara wo sagase☆ | 17 febbraio 2019  |         |
| 3  | Dopo aver visto lo Star Color Pendant di Hikaru cominciare a brillare e suonare, Lala e Prunce provano ad analizzare l'oggetto e deducono che esso potrebbe essere collegato al rintracciamento delle Star Princess. Il differente approccio di Hikaru, che vorrebbe subito mettersi alla ricerca delle Star Princess senza alcuna indicazione precisa, e Lala, più concentrata sulla raccolta di informazioni utili per trovare ciò che cercano, fa sì che le due abbiano un diverbio, chiarito solo successivamente. Intanto una donna appartenente ai Notraider, Tenjou, comunica la sua discesa in campo; il combattimento contro le Pretty Cure termina a favore di quest'ultime, che contrastano la nemica col ritrovamento della Princess Star Color Pen Taurus. Tramite essa, viene ripristinato il potere della Star Princess della costellazione del Toro, la quale esorta le ragazze ad individuare le restanti penne al fine di salvare l'universo. |                   |         |
| 4  | Chao! Un sorriso scintillante☆ Cure Soleil è nata! 「チャオ！きらめく笑顔☆ キュアソレイユ誕生！」 - Chao! Kirameku egao☆ Kyua Soreiyu tanjō! | 24 febbraio 2019  |         |
| 4  | Lala rimane affascinata dal fatto che sulla Terra si vada a scuola e, insieme a Hikaru, s'imbatte nella gentile quanto solare Elena Amamiya, ragazza di origini ispaniche popolare al punto da essere soprannominata "sole della scuola media Mihoshi". Per ringraziarla di aver placato il loro litigio della scorsa volta, le due si recano al negozio di fiori gestito dalla famiglia di Elena e lì fanno la conoscenza dei suoi cinque fratelli minori dei quali è solita prendersi cura quando i genitori sono occupati. Nel frattempo Garuouga, generale dei Notraider che impartisce ordini agli altri membri per conto del capo, intima Kappard di recuperare le Princess Star Color Pen dalle Pretty Cure, ma Tenjou afferma di avere lei tutto sotto controllo; tuttavia quando torna a reclamare le penne, Elena accorre in soccorso di Fuwa che è in pericolo e ottiene uno Star Color Pendant e una Star Color Pen con cui trasformarsi nella Pretty Cure del Sole, Cure Soleil, facendo ritirare la nemica. |                   |         |
| 5  | Una trasformazione in segreto☆ La signorina è Cure Selene! 「ヒミツの変身☆ お嬢さまはキュアセレーネ！」 - Himitsu no henshin☆ Ojō-sama wa Kyua Serēne! | 3 marzo 2019      |         |
| 5  | Madoka Kaguya, presidentessa del consiglio studentesco dai molteplici talenti, ammirata e soprannominata "luna della scuola media Mihoshi", scopre a seguito di sospetti che Fuwa, Prunce e Lala sono alieni. La ragazza entra in conflitto con se stessa perché, se da una parte non vorrebbe interferire con loro e svelarne l'identità, dall'altra si sente in dovere di comunicarlo a suo padre Fuyuki che è il direttore dell'ufficio investigativo che indaga sugli avvistamenti alieni. Hikaru e le altre cercano di ottenere il suo silenzio, ma è quando il gruppo incontra Tenjou, alla ricerca delle Princess Star Color Pen, che Madoka decide di proteggere Fuwa e ottiene uno Star Color Pendant e una Star Color Pen con cui trasformarsi nella Pretty Cure della Luna, Cure Selene. Dopo aver battuto la nemica, Madoka segue il proprio volere e non quello di suo padre, mantenendo segreta l'identità degli alieni. |                   |         |
| 6  | L'immaginazione d'oscurità!? Compare una Dark Pen! 「闇のイマジネーション！？ダークペン出現！」 - Yami no imajinēshon!? Dāku Pen shutsugen! | 10 marzo 2019     |         |
| 6  | Per aiutare Lala a svagarsi, Hikaru porta lei, Elena e Madoka all'osservatorio astronomico, amministrato dall'anziano Ryotaro Sorami. Lala sente però il dovere di riparare al più presto il suo razzo per poter ripartire verso il Mondo del Cielo Stellato e salvare le stelle dall'oscurità che sta continuando ad avvolgerle, ma capisce quanto prezioso sia l'aiuto delle sue amiche. Aiwarn, scienziata al servizio dei Notraider, accompagnata dal suo assistente Bakenyan, fa cadere le Pretty Cure in una trappola con la localizzazione di una Princess Star Color Pen e mediante il potere di questa, tramutata però in una Dark Pen, prende di mira il signor Ryotaro e crea un Notrigger con cui attaccare. Milky ricorda di non essere sola nella sua missione e collabora con Star, Soleil e Selene per purificare e usare la Princess Star Color Pen Leo. Tramite essa, viene ripristinato il potere della Star Princess della costellazione del Leone, la quale esorta le ragazze a continuare nella ricerca delle restanti penne fondamentali per il bene dell'universo. |                   |         |
| 7  | Che emozione! La grande operazione per riparare il razzo☆ 「ワクワク！ロケット修理大作戦☆」 - Wakuwaku! Roketto shūri daisakusen☆ | 17 marzo 2019     |         |
| 7  | Le quattro Pretty Cure, assieme a Fuwa e Prunce, iniziano a riparare il razzo seguendo le istruzioni di AI, l'intelligenza artificiale installata a bordo, per ripartire alla ricerca delle rimanenti Princess Star Color Pen sparse nello spazio. Hikaru ha l'idea di abbellire la navicella e Lala, incuriosita dal design, coopera con le altre scombinando i piani prestabiliti di AI, la quale nota come queste azioni siano logicamente inutili al loro scopo ma che instaurano buona intesa e spirito di collaborazione. Tenjou ordina ai suoi Notrei di distruggere il razzo, ma le Pretty Cure riescono a respingerli. Completata la riparazione del mezzo, le Leggendarie Guerriere si dirigono nello spazio per la loro missione, venendo catapultate nel Mondo del Cielo Stellato. |                   |         |
| 8  | Verso lo spazio GO☆ La stella Kennel è meravigliosa! 「宇宙へＧＯ☆ ケンネル星はワンダフル！」 - Uchū e GO☆ Kenneru sei wa wandafuru! | 24 marzo 2019     |         |
| 8  | Nel Mondo del Cielo Stellato, le ragazze atterrano su Kennel, un pianeta a forma di osso, dove incontrano tre alieni simili a cani dal pelo molto folto e lucente chiamati Doggy, Maggy e Neggy. Lì, scoprono che la Princess Star Color Pen Libra che stanno cercando viene trattata come sostituto di un tesoro sacro dalla popolazione locale, portando Elena e Prunce a scontrarsi se entrarne in possesso o meno vista l'obiezione di Doggy e gli altri. Kappard tenta di ottenere l'oggetto per sé, ma Cure Soleil lo contrasta e Prunce, dando priorità alla sicurezza di Elena sopra ogni altra cosa, supplica Doggy di lasciare che prendano la penna per riceverne il potere; grazie a questo, Cure Soleil utilizza la Princess Star Color Pen Libra e scaccia via il nemico. In seguito, il vecchio saggio del pianeta comunica di aver riparato il vero tesoro del pianeta e che quindi le Pretty Cure possono portare via con loro la penna. Tramite essa, viene ripristinato il potere della Star Princess della costellazione della Bilancia, la quale si complimenta per la crescita e lo sviluppo di Fuwa. |                   |         |
| 9  | Gli anelli dell'amicizia! Star Donuts☆ 「友情のリング！スタードーナツ☆」 - Yūjō no ringu! Sutā Dōnatsu☆ | 31 marzo 2019     |         |
| 9  | Madoka è sotto pressione a causa dei suoi numerosi impegni, tra scuola e vita privata, in cui sente di dover eccellere, soprattutto perché il padre glielo fa pesare. Notando le sue preoccupazioni, Hikaru e Lala la portano a svagarsi nel quartiere commerciale della città, dove le fanno assaggiare le Star Donuts per la prima volta. Proprio in quel momento, affiancata Bakenyan, Aiwarn prende di mira Sakurako Himenojou per evocare un Notrigger; sostenendo e sostenuta dalle altre Pretty Cure, Cure Selene salva la loro compagna di scuola, recuperando la Princess Star Color Pen Capricorn che era stata tramutata in una Dark Pen. Tramite essa, viene ripristinato il potere della Star Princess della costellazione del Capricorno, la quale esorta le guerriere a ritrovare le restanti penne fondamentali per il bene dell'universo. |                   |         |
| 10 | Luccicante☆ Benvenuti sul pianeta Kumarin! 「キラッキラ☆ 惑星クマリンへようこそ！」 - Kirakkira☆ Wakusei Kumarin e yōkoso! | 7 aprile 2019     |         |
| 10 | Hikaru vorrebbe vedere la costellazione della Croce del Sud e chiede alle altre di salire in orbita tutte insieme per poterla ammirare. La localizzazione di un'altra Princess Star Color Pen, però, fa sì che il gruppo rivada nel Mondo del Cielo Stellato, atterrando su Kumarin, pianeta ricoperto da pietre luccicanti la cui gravità è il doppio di quella terrestre, il clima cambia in modo repentino e gli abitanti somigliano agli orsi d'acqua. Nel frattempo il capo dei Notraider, ancora in stato semi-dormiente a seguito dello scontro con le Star Princess, dona un potenziamento a Kappard, Tenjou e Aiwarn con cui, accompagnati da Bakenyan e un esercito di Notrei, sbaragliano le Pretty Cure, rintracciano la Princess Star Color Pen Aries, tramutandola in una Dark Pen, e sottraggono quella Taurus a Cure Star. Le Leggendarie Guerriere non hanno altra scelta che abbandonare il campo, lasciando il pianeta di Kumu. A complicare le cose, durante l'atterraggio di nuovo sulla Terra, la navicella viene vista dal padre di Madoka, il quale con la sua squadra investigativa ha appena raddoppiato le ricerche sugli avvistamenti alieni. |                   |         |
| 11 | Risplendi☆ Il potere della Southern Cross! 「輝け☆ サザンクロスの力！」 - Kagayake☆ Sazan Kurosu no chikara! | 14 aprile 2019    |         |
| 11 | Le ragazze, tornate dallo spazio a seguito dello scontro coi Notraider che le ha viste perdere, si nascondono in fretta per sfuggire alla squadra investigativa del padre di Madoka, che sta ispezionando l'area dove la loro navicella ha atterrato. Il signor Ryotaro scopre che Fuwa, Prunce e Lala sono alieni, ma decide di mantenere il segreto e consola Hikaru, la quale è triste e si sente in colpa perché ritiene sia a causa della sua imprudenza se hanno perso due Pen, il razzo si è danneggiato e sono state quasi scoperte all'arrivo sulla Terra. Intanto Aiwarn tramuta anche la Princess Star Color Pen Taurus in una Dark Pen e si fonde con Kappard e Tenjou in un Notrigger per sferrare un attacco: demoralizzata dagli ultimi eventi, Cure Star ritorna in sé grazie al supporto delle compagne e insieme a loro sblocca i Twinkle Stick con cui, in una formazione che rappresenta la costellazione della Croce del Sud, spazza via i nemici. La comparsa del nuovo potere delle Pretty Cure dà uno stimolo all'ormai prossimo risveglio del capo dei Notraider, Darknest. Hikaru infine riprende la Princess Star Color Pen Taurus che le era stata sottratta, ma non riesce a fare lo stesso con quella Aries perché Bakenyan glielo impedisce. |                   |         |
| 12 | Addio Lala!? Il regista del film è un alieno☆ 「さよならララ！？映画監督は宇宙人☆」 - Sayonara Rara!? Eiga kantoku wa uchūjin☆ | 21 aprile 2019    |         |
| 12 | Per non farsi smascherare per l'ennesima volta dal padre di Madoka, le Pretty Cure accettano l'aiuto del regista di fama mondiale P.P. Abraham, il quale, mentendo, afferma che lo strano atterraggio della navicella spaziale così come gli attacchi di grossi mostri sono dovuti agli effetti speciali di un film che si sta girando nei paraggi. In realtà quest'ultimo è un alieno, agente dell'Unione Spaziale del Cielo Stellato, venuto ad avvisare Lala, Prunce e Fuwa che, poiché sono stati scoperti da Hikaru e le altre che sono esseri umani, saranno presto rispediti sul loro pianeta d'origine. Le ragazze si oppongono e riescono a fare un patto con Abraham, costretto a girare realmente il film, secondo cui i loro amici potranno rimanere sulla Terra se recitano bene le scene. Le riprese sulla storia di una guerra spaziale in atto coinvolgono talmente tanto le ragazze, seppur impacciate, da suscitare emozioni anche nel regista. Alla fine, nonostante il materiale del film venga perduto durante un attacco di Aiwarn, Abraham decide di non far rimpatriare Lala perché ha visto la solida amicizia che la lega a Hikaru e le altre; inoltre, per adeguarsi agli umani restando sulla Terra, l'aliena adotta il cognome Hagoromo che simboleggia il fatto di come è venuta giù dal cielo. |                   |         |
| 13 | La prima frequenza scolastica da batticuore di Lala☆ 「ララのドキドキ初登校☆」 - Rara no dokidoki hatsutōkō☆ | 28 aprile 2019    |         |
| 13 | Adesso che possiede un cognome da umana, Lala vorrebbe andare a scuola visto che sul suo pianeta d'origine, Samaan, esse non esistono e l'istruzione degli abitanti è affidata alle AI (intelligenze artificiali). Tuttavia, l'esperienza si rivela piuttosto complicata e, avendo scelto di stare senza il supporto della sua AI, a Lala molte cose risultano incomprensibili. Un malinteso con un nuovo compagno di classe, Tatsunori Karube, e la paura di sfigurare con le amiche fanno sì che la ragazza decida di seguire alla lettera il comportamento dei terrestri con la guida della AI, dimostrandosi però strana e innaturale; Hikaru, Elena e Madoka comprendono il suo desiderio di condividere maggiormente con loro e cercano di supportarla. Nel frattempo Kappard, potenziato da Darknest, attacca violentemente le Pretty Cure nei pressi della scuola, ma Cure Milky insieme alle altre lo respinge, determinata a proteggere il luogo. Successivamente Lala chiarisce i malintesi e, mostrando quella che è la sua singolare personalità, comincia a stringere amicizia. |                   |         |
| 14 | Festa col sorriso! La Sonrisa della famiglia☆ 「笑顔ｄｅパーティ！家族のソンリッサ☆」 - Egao de pāti! Kazoku no Sonrissa☆ | 5 maggio 2019     |         |
| 14 | Le ragazze conoscono meglio la numerosa famiglia di Elena, composta da lei, dai suoi genitori Carlos, originario del Messico, e Kaede, e dai suoi fratelli minori Touma, Reina, Takuto, Ikuto e Anna. Touma, però, si vergogna dell'allegria e delle usanze della sua famiglia davanti alle altre persone, giudicandola strana, e va via di casa in preda alla rabbia quando sente parlare dei preparativi di una piccola festicciola; Lala lo trova e gli spiega, attraverso delle analogie, che essere di culture diverse non significa per forza essere strani. Improvvisamente Tenjou, potenziata da Darknest, attacca e trasforma Touma in un Notrei: le Pretty Cure fanno di tutto per riportare il ragazzino alla normalità e Cure Soleil riesce a recuperare la Princess Star Color Pen Scorpio, tramite la quale viene ripristinato il potere della Star Princess della costellazione dello Scorpione. Infine Touma capisce di avere una famiglia meravigliosa così com'è e si scusa per il suo comportamento, prendendo parte alla piccola festicciola organizzata. |                   |         |
| 15 | La contesa per i tesori! La fantomatica ladra dello spazio in scena☆ 「お宝争奪！宇宙怪盗参上☆」 - Otakara sōdatsu! Uchū kaitō sanjō☆ | 12 maggio 2019    |         |
| 15 | Dopo aver localizzato la Princess Star Color Pen Sagittarius, le Pretty Cure insieme a Fuwa e Prunce raggiungono Zeny per recuperarla, un pianeta che non appartiene all'Unione Spaziale del Cielo Stellato e che per questo è privo di leggi, dove solo l'oro e i soldi hanno importanza. L'oggetto risulta essere tra quelli presenti a una vendita all'asta, a cui il gruppo riesce a partecipare grazie al lasciapassare di Mao, una delle più famose idol dello spazio di cui Prunce è un grande fan. Non avendo a disposizione il denaro necessario, Madoka fa credere che le Star Donuts, sconosciute al popolo alieno, abbiano un alto valore economico e vince contro gli altri acquirenti sull'ottenimento della penna. Tuttavia essa viene sottratta poco dopo da Mao, la quale rivela la sua identità di abile e fantomatica ladra che si firma col nome di Blue Cat durante i suoi furti; a seguito di un attacco di Aiwarn con un Notrigger, però, la ragazza gatto decide di dare spontaneamente la penna a Cure Selene, permettendo alle Pretty Cure di sconfiggere la nemica e ripristinare il potere della Star Princess della costellazione del Sagittario. Sebbene abbiano recuperato un'altra Pen, Hikaru e le altre si domandano come facesse Mao/Blue Cat a sapere che loro sono le Pretty Cure. |                   |         |
| 16 | Punta alla vittoria☆ La singola freccia di Madoka! 「目指せ優勝☆ まどかの一矢！」 - Mezase yūshō☆ Madoka no ichiya! | 19 maggio 2019    |         |
| 16 | A un anno dalla vittoria nel torneo nazionale femminile di kyūdō, Madoka è di nuovo tra le finaliste. Le amiche la sostengono e lei vorrebbe vincere per il padre, dal momento che sente costantemente il peso di intralciare le sue indagini sugli alieni e desidera sdebitarsi in qualche modo. Yumika Nasu, un'avversaria di Madoka nel torneo, però, avverte la mancata concentrazione della ragazza e consiglia a quest'ultima di liberarsi del sostegno delle amiche, di cui non ha bisogno; in realtà, Yumika è gelosa di Madoka perché non ha nessuno che la supporti e questo la rende facile bersaglio di Aiwarn che la trasforma in un Notrigger, purificato successivamente dalle Pretty Cure. Lo spareggio tra Madoka, incoraggiata dalle amiche e dalla famiglia che credono nelle sue capacità, e Yumika, al contrario desiderosa di vincere soltanto per se stessa, finisce a favore della prima. Nonostante la vittoria nel torneo, Madoka propone amichevolmente a Yumika di sfidarsi nuovamente anche l'anno prossimo. |                   |         |
| 17 | Nemica? Alleata? Ciò che Blue Cat sta cercando☆ 「敵？味方？ブルーキャットの探しモノ☆」 - Teki? Mikata? Burūkyatto no sagashimono☆ | 26 maggio 2019    |         |
| 17 | L'individuazione della Princess Star Color Pen Virgo porta le Pretty Cure ancora una volta su Zeny, precisamente nella lussuosa dimora di Drams, uomo ricco già incontrato in passato dalle sembianze di un drago che partecipa spesso a vendite all'asta per accaparrarsi oggetti preziosi di qualunque tipo. Blue Cat, che pianifica un furto sul posto, propone alle Pretty Cure di collaborare per eludere la sicurezza ed entrare all'interno della villa, ma Drams si accorge della loro presenza e le sfida a prendersi tutti gli oggetti preziosi che vogliono a patto che non si facciano catturare. Le cinque ragazze, insieme a Prunce e Fuwa, oltrepassano tutte le trappole installate nella casa, vincendo la sfida, ma Drams minaccia di distruggere tutti gli oggetti preziosi pur di non farseli sottrarre, tra cui quelli del pianeta Rainbow particolarmente cari a Blue Cat. Star, Milky, Soleil e Selene si battono affinché Drams mantenga la sua promessa, nel frattempo che sgominano un attacco di Kappard con l'ottenimento della Princess Star Color Pen Virgo da parte di Cure Soleil. Alla fine Drams, come ringraziamento per averlo salvato, acconsente a Blue Cat di prendere tutti i tesori che desidera e alle Pretty Cure di portare via la penna, tramite la quale viene ripristinato il potere della Star Princess della costellazione della Vergine. All'insaputa delle Leggendarie Guerriere, Blue Cat ha in mente un progetto per quanto riguarda le Pen. |                   |         |
| 18 | Afferra la nuova serializzazione☆ Il percorso della mamma con i manga! 「つかめ新連載☆ お母さんのまんが道！」 - Tsukame shinrensai☆ Okā-san no manga michi! | 2 giugno 2019     |         |
| 18 | La madre di Hikaru, Terumi, che lavora come autrice di manga, viene contattata per disegnare una storia per una rivista con la speranza che abbia successo e cominci ad essere serializzata. Hikaru e le altre si offrono di aiutare Terumi come sue assistenti, ma l'editore, Yumeo Oikawa, raccomanda di disegnare un manga di genere romantico, poiché sostiene che quello fantasy in cui la donna eccelle non vende. Anche se Terumi riesce a rispettare i tempi di consegna dell'opera, si scoraggia nell'apprendere che essa è stata valutata negativamente dalla casa editrice della rivista e diventa un facile bersaglio di Tenjou, la quale la trasforma in un Notrei. Ricordando il manga fantasy che la mamma ha disegnato per lei quando era bambina, Hikaru insieme alle altre salva Terumi e la incoraggia a puntare sulla serializzazione con una storia dalla trama fantasy, in cui possa davvero esprimere il suo talento. Nel frattempo, Blue Cat trova una Star Color Pen. |                   |         |
| 19 | Verso la stella arcobaleno☆ Il segreto di Blue Cat! 「虹の星へ☆ ブルーキャットのヒミツ！」 - Niji no hoshi e☆ Burūkyatto no himitsu! | 9 giugno 2019     |         |
| 19 | Individuata una Princess Star Color Pen, le Pretty Cure arrivano sul pianeta Rainbow, dove scoprono una terra silenziosa in cui tutti gli abitanti sono trasformati in pietra. Il gruppo viene condotto durante la ricerca della penna in quello che sembra essere il nascondiglio dei tesori rubati di Blue Cat, ma Aiwarn segue le loro tracce e rivela di essere stata lei ad aver pietrificato gli abitanti del posto mentre sperimentava l'uso delle Dark Pen. Quando la nemica prende in ostaggio Fuwa pur di ottenere il potere delle Star Princess dalle Pretty Cure, la fatina riconosce Blue Cat nel maggiordomo Bakenyan, la quale si vede costretta a svelarsi e a confermare che quest'ultimo non è mai esistito in quanto è stata lei che ne ha creato il ruolo per potersi infiltrare nei Notraider e scoprire come riportare la popolazione del suo luogo d'origine, il pianeta Rainbow, alla normalità. Sentendosi presa in giro per tutto questo tempo da colui che considerava suo alleato, Aiwarn sfoga la sua rabbia evocando un Notrigger e ponendolo contro le Pretty Cure; Cure Milky deduce che il mostro è stato possibile evocarlo perché il cuore della vittima pietrificata batte ancora e potrà essere liberata assieme agli altri abitanti un giorno, e recupera la Princess Star Color Pen Gemini, tramite la quale viene ripristinato il potere della Star Princess della costellazione dei Gemelli. Poco dopo il ritiro della nemica, Blue Cat rifiuta l'aiuto delle Leggendarie Guerriere a riportare la sua gente alla normalità e sottrae loro Fuwa e tutte le Princess Star Color Pen, credendo di avere la giusta chiave per farlo da sola. |                   |         |
| 20 | Illumina nella galassia☆ Cure Cosmo è nata! 「銀河に光る☆ キュアコスモ誕生！」 - Ginga ni hikaru☆ Kyua Kosumo tanjō! | 23 giugno 2019    |         |
| 20 | Sul pianeta Rainbow, le Pretty Cure si mettono alla ricerca di Blue Cat, la quale ha sottratto loro la custodia di Fuwa e di tutte le Pen finora recuperate. Una volta trovata, la ragazza gatto racconta dal principio la storia che l'ha portata a non schierarsi mai apertamente né con le Pretty Cure né con i nemici, ma ad inseguire il suo unico e vero scopo di ottenere le Princess Star Color Pen per obiettivi personali: originariamente inabitato e privo di qualunque forma di vita, il pianeta Rainbow è stato occupato ed edificato da mutanti dalle tipiche caratteristiche di gatti, allontanati perché temuti dagli altri popoli in quanto mutaforma, quando sul territorio è stato scoperto il minerale da cui prende il nome il pianeta. Il recente saccheggio dei tesori e il popolo trasformato in statue di pietre, causati da Aiwarn che reclamava il potere delle Star Princess, hanno fatto sì che lei, superstite all'attacco, si creasse tre identità fittizie che l'aiutassero a ristabilire la pace del suo mondo: Mao, la famosa idol dello spazio, per raccogliere informazioni utili, Blue Cat, la fantomatica ladra, per recuperare tutti gli oggetti preziosi, e Bakenyan, generale dei Notraider, per infiltrarsi nel gruppo dei nemici responsabili e scoprire come riportare il suo popolo alla normalità. Nel frattempo, Aiwarn nega il sostegno di Kappard e trasforma se stessa in un Notrigger pur di sconfiggere le Pretty Cure e Blue Cat per mano sua. Alla vista del coraggio che le Leggendarie Guerriere mettono nel difenderla dai nemici nonostante avesse agito contro di loro poco prima, Blue Cat ottiene uno Star Color Pendant e una Star Color Pen con cui trasformarsi nella Pretty Cure della Galassia, Cure Cosmo, e si unisce alla battaglia. |                   |         |
| 21 | Lo spettro color arcobaleno☆ Il potere di Cure Cosmo! 「虹色のスペクトル☆ キュアコスモの力！」 - Niji-iro no supekutoru☆ Kyua Kosumo no chikara! | 30 giugno 2019    |         |
| 21 | Cure Cosmo sembra avere la meglio, ma l'aura di Darknest prende il controllo di Aiwarn, divenuta un Notrigger, e la rafforza, scagliandosi violentemente assieme a Kappard e l'esercito di Notrei contro le Pretty Cure. Queste ultime, vista la grande sofferenza nonostante la forza, decidono di salvare anziché eliminare Aiwarn dal potere di Darknest che si sta mano a mano impadronendo della sua mente. Cure Star recupera la Princess Star Color Pen Aries dalle grinfie dei nemici, ma a nulla serve il suo tentativo di purificare Aiwarn, finché Cure Cosmo non manifesta un potere che trasforma la sua personale boccetta di profumo nel Rainbow Perfume con cui poter attaccare. I nemici si ritirano dopo lo scontro e viene ripristinato il potere della Star Princess della costellazione dell'Ariete. Essendo diventata una guerriera, Blue Cat, il cui vero nome è Yuni, inizialmente rifiuta la proposta di unirsi alle altre Pretty Cure e sceglie di continuare la ricerca delle Princess Star Color Pen da sola, ma poi, visto che Aiwarn le ha sottratto la navicella spaziale con cui viaggiava, accetta e si dirige con loro sulla Terra. Nel frattempo, Darknest si risveglia completamente dal suo stato semi-dormiente e assume in prima persona il comando dei Notraider. |                   |         |
| 22 | Bentornato, papà! Il Tanabata di casa Hoshina☆ 「おかえり、お父さん！星奈家の七夕☆」 - Okaeri, otō-san! Hoshina-ke no Tanabata☆ | 7 luglio 2019     |         |
| 22 | È il giorno della festa di Tanabata e il padre di Hikaru, Yoichi, che lavora come ricercatore di creature misteriose in giro per il mondo, torna a casa per rivedere la sua famiglia. Inoltre è il compleanno di Lala e tutti insieme decidono di festeggiare con un barbecue sotto il cielo stellato. A differenza del resto della famiglia che ha incoraggiato Yoichi ad andare oltreoceano per perseguire i suoi sogni, il nonno di Hikaru e padre di Yoichi, Harukichi, è sempre stato contrario al fatto che il figlio stia con loro soltanto un giorno all'anno e si oppose quando Yoichi lasciò il posto di professore universitario per fare il ricercatore di creature misteriose in giro per il mondo lontano dalla moglie e la figlia, che credeva si sarebbero sentite abbandonate da lui. Tenjou con i suoi Notrei approfitta della situazione per trasformare Harukichi in un Notrei e poter così sottrarre le Princess Star Color Pen alle Pretty Cure. Tuttavia, la squadra delle cinque guerriere vince lo scontro e il rapporto tra Harukichi e Yoichi, sebbene quest'ultimo riparta all'estero una volta finito il suo soggiorno, sembra migliorare. |                   |         |
| 23 | Così tante Fuwa!? Fuwa☆Panic! 「フワがいっぱい！？フワ☆パニック！」 - Fuwa ga ippai!? Fuwa☆Panikku! | 14 luglio 2019    |         |
| 23 | Durante la festa di benvenuto per Yuni, Fuwa mangia per sbaglio un biscotto a base di erba gatta e sviluppa un singhiozzo che causa la produzione di più copie di se stessa, che scompaiono solo dopo essere state nutrite. Mentre le ragazze individuano la vera Fuwa e cercano di impedire che le copie vengano notate dalla gente, Elena rassicura Yuni di non sentirsi in colpa per l'accaduto e che non deve assumersi sempre le responsabilità da sola. Kappard cattura la vera Fuwa e usa l'energia rubata dalle copie per potenziare la sua arma; imparando a fare affidamento sull'aiuto delle sue compagne di squadra, Cure Cosmo riesce a salvare Fuwa e a sconfiggere Kappard. Dopodiché, lo spavento di essere stata catturata dai nemici guarisce Fuwa dal suo singhiozzo. |                   |         |
| 24 | Sciogliere i cuori! Il concerto sulla stella Icenow☆ 「ココロ溶かす！アイスノー星の演奏会☆」 - Kokoro tokasu! Aisunō sei no ensōkai☆ | 21 luglio 2019    |         |
| 24 | Madoka, tra i vari impegni, sente di stare trascurando le lezioni di pianoforte. Intanto le Pretty Cure si dirigono su Icenow, pianeta totalmente ricoperto da neve e ghiaccio, avendo localizzatoci una Princess Star Color Pen. Lì fanno la conoscenza di Yukio, un abitante dall'aspetto di pupazzo di neve che ha con sé la penna che cercano e si dice disposto a cederla a patto che facciano sorridere Irma, una ragazza fatta di ghiaccio particolarmente seria e silenziosa. Madoka improvvisa un'esecuzione musicale e, grazie a Yuni, comprende che la sua insoddisfazione quando suona deriva dal fatto che è troppo concentrata anziché godersi il momento. Tenjou sferra un attacco ai danni di Irma, ma Cure Selene utilizza la Princess Star Color Pen Aquarius ceduta da Yukio di sua volontà e, con Cure Cosmo, fa tornare la pace; tramite essa, viene ripristinato il potere della Star Princess della costellazione dell'Aquario. Infine si scopre il motivo per cui Irma non ride mai è perché una volta che inizia non si ferma più e teme di offendere qualcuno col suo comportamento. Madoka, invece, è entusiasta di riprendere le lezioni di pianoforte ora che ha capito il suo malessere. |                   |         |
| 25 | Un festival sotto il cielo pieno di stelle☆ I ricordi di Yuni 「満天の星まつり☆ ユニの思い出」 - Manten no hoshi matsuri☆ Yuni no omoide | 28 luglio 2019    |         |
| 25 | In città si tiene l'annuale festival estivo e le ragazze colgono l'occasione per passare una notte di festeggiamenti insieme a Yuni, ancora schiva nei loro confronti. Tra le bancarelle e gli yukata, Yuni ricorda che anche sul suo pianeta d'origine si festeggiava una festa simile e diventa piuttosto seria al riguardo, ricordandosi che lei non si trova sulla Terra per divertirsi ma per compiere la sua missione di ripristino del pianeta Rainbow attraverso la raccolta delle Princess Star Color Pen. Lala, essendo anche lei un'aliena, capisce i pensieri della sua amica ma le ricorda che sulla Terra ha avuto modo di incontrare altre persone e altre usanze ed espandere così le sue conoscenze. Tenjou sferra un attacco e riesce con i suoi Notrei a mettere in difficoltà Cure Cosmo, la quale tuttavia viene salvata dall'arrivo delle altre guerriere e comprende quanto importante sia il valore di squadra. Successivamente allo scontro, il gruppo si dirige a guardare i fuochi d'artificio e Yuni afferma che i festival terrestri non sono poi così male. |                   |         |
| 26 | Un intruso misterioso!? Il pigiama party della paura☆ 「ナゾの侵入者！？恐怖のパジャマパーティ☆」 - Nazo no shin'nyū-sha!? Kyōfu no pajama pāti☆ | 4 agosto 2019     |         |
| 26 | Dopo aver ricevuto un videomessaggio da parte del fratello gemello di Lala, Lolo, che chiede il suo ritorno urgente a casa a seguito di una grande scoperta, le Pretty Cure partono alla volta del pianeta Samaan. Tuttavia, il varco spazio-temporale aperto da Fuwa non conduce al luogo designato poiché la piccola è molto stanca e i suoi poteri ne risentono. In attesa che quest'ultima si riposi e possano ripartire, il gruppo fa sosta su un asteroide e organizzano un pigiama party, durante il quale guardano un film horror e approfondiscono la loro amicizia. Inoltre all'interno del razzo scoprono un intruso, un'abitante della stella Pururun di nome Yanyan, la quale è rimasta sull'asteroide senza vie di comunicazione e cercava un modo per tornare al suo pianeta d'origine. Kappard trova le Pretty Cure e dà il via a un combattimento in mezzo allo spazio, ma viene subito sconfitto. Col razzo gravemente danneggiato dal nemico, Yanyan propone alle Pretty Cure di accompagnarla su Pururun in modo che possa farlo riparare e il loro viaggio continui. |                   |         |
| 27 | La stella del mare! Diventiamo sirene e nuotiamo☆ 「海の星！人魚になってスーイスイ☆」 - Umi no hoshi! Ningyo ni natte sūisui☆ | 11 agosto 2019    |         |
| 27 | Le Pretty Cure riaccompagnano Yanyan al suo luogo natio, arrivando sulla stella Pururun. Il pianeta è però di tipo acquatico e le ragazze, per poter respirare sott'acqua ed esplorarlo, ricevono da Yanyan una speciale perla che le trasforma in sirene. Nel frattempo Aiwarn medita vendetta contro Yuni, affermando di essersi sentita presa in giro dalla ragazza nei panni di Bakenyan e che questa le avrebbe fatto perdere il posto all'interno dei Notraider; tramite il segnale di rilevazione delle Princess Star Color Pen, torna prepotentemente all'attacco: Cure Cosmo ci rimane male quando sente le parole della nemica che l'accusano di essere un'ingannatrice con i suoi costanti mutamenti, ma Cure Star e le altre prendono le sue difese sostenendo che il suo scopo di salvare Rainbow non è mai cambiato e che il cambiamento non è per forza una cosa negativa. Poco più tardi, il gruppo delle Pretty Cure si dirige con Yanyan verso il centro di Pururun, dove poter riparare il loro razzo. |                   |         |
| 28 | Cuori che bruciano! L'artigiano Flare e la riparazione del razzo☆ 「燃やせハート！職人フレアとロケット修理☆」 - Moyase hāto! Shokunin Furea to roketto shūri☆ | 18 agosto 2019    |         |
| 28 | Nel centro della stella Pururun, le Pretty Cure vengono condotte da Yanyan alla dimora di Flare, un artigiano fatto di fuoco in grado di riparare qualsiasi navicella spaziale. Assistito dai suoi aiutanti marini Tatsu, Ikarin e Takorin, l'artigiano richiede l'aiuto anche di Elena e Madoka, le quali tuttavia si scoraggiano presto quando vedono che la riparazione del razzo è piuttosto complicata. Flare racconta di quando da giovane è partito dal suo pianeta fatto di fuoco, la stella Plasma, verso Pururun, dove attualmente risiede, che al contrario è fatto d'acqua, nonostante tutti gli avessero sconsigliato di andarci vista la sua natura opposta a quella del luogo. Elena e Madoka comprendono la grande forza di volontà di Flare e durante un attacco di Kappard, particolarmente forte grazie all'enorme quantità d'acqua del posto da cui trae energia, risvegliano il loro cuore e si dicono pronte a superare il loro limite. Flare acconsente ad un nuovo tentativo di riparazione del razzo, che dà i risultati sperati, e il gruppo delle Pretty Cure può ripartire verso la sua destinazione, il pianeta Samaan. |                   |         |
| 29 | Sono tornata-lun☆ La malinconia sul pianeta Samaan 「ただいまルン☆ 惑星サマーンのユウウツ」 - Tadaima run☆ Wakusei Samān no yūutsu | 25 agosto 2019    |         |
| 29 | Le Pretty Cure atterrano su Samaan, pianeta d'origine di Lala dall'aspetto tecnologico, dove conoscono la famiglia della loro amica, composta dal padre Toto, la madre Kaka e il fratello gemello Lolo. La società del luogo è efficiente e automatizzata, in cui le AI (intelligenze artificiali) personali sono responsabili di molti aspetti della vita e fanno riferimento ad un'unica e più grande Mother AI, con la quale condividono dati e info per uno sviluppo sempre migliore. Il motivo per cui Lolo ha richiamato sua sorella a casa è la scoperta del potere delle Star Princess e viene premiato da Topper, rappresentante dell'Unione Spaziale del Cielo Stellato. Su Samaan, in cui il lavoro è scelto dalle AI con analisi e statistiche, la famiglia di Lala ha mansioni di alto livello, tranne lei che è incaricata di indagare sui detriti spaziali. Lala è giù di morale perché vorrebbe rendere orgogliosa la sua famiglia, rivelando che lei e le altre sono le Pretty Cure che l'Unione Spaziale sta cercando di reclutare visto l'impegno nel recupero delle Pen, ma allo stesso tempo tiene il segreto per una più normale vita sulla Terra. Tenjou ruba la penna trovata da Lolo che però, dopo che le guerriere la riprendono, sparisce all'improvviso. Kuku, il capo degli investigatori spaziali, denuncia il furto: poiché le telecamere di sicurezza sono state danneggiate nello scontro, i civili suppongono che Lala e le sue amiche stessero tentando di rubare la Pen e vengono incaricati di arrestarle. |                   |         |
| 30 | I pensieri di Lala e i sentimenti di AI☆ 「ララの想いとＡＩのキモチ☆」 - Rara no omoi to AI no kimochi☆ | 1º settembre 2019 |         |
| 30 | Su Samaan, le Pretty Cure sono costrette a fuggire dopo l'accusa di furto della Princess Star Color Pen. Dietro alla sparizione dell'oggetto si rivela esserci Aiwarn, che propone a Tenjou di collaborare affinché il potere delle Star Princess finisca nelle mani dei Notraider e lei possa attuare i suoi piani di vendetta contro Cure Cosmo; attraverso le sue conoscenze di scienziata, Aiwarn manomette l'intero sistema delle AI di Samaan e prende il controllo della Mother AI. Quando Aiwarn manipola la AI di Lala che oppone resistenza ma che tuttavia viene resettata, Lala sceglie di rivelare alla sua famiglia di essere una Leggendaria Guerriera, dimostrando così di essere maturata al contrario di quello che pensavano e, con determinazione, recupera e utilizza la Princess Star Color Pen Cancer con cui scaccia via le nemiche; tramite essa, viene ripristinato il potere della Star Princess della costellazione del Cancro. Infine il razzo delle Pretty Cure che ha subìto danni viene riparato e la AI personale di Lala si scopre non essere completamente resettata, ma contenente ancora i bei ricordi con Lala e le altre. Inoltre, per far sì che non vengano reclutate dall'Unione Spaziale del Cielo Stellato, la famiglia di Lala promette di mantenere il segreto sull'identità delle Pretty Cure, le quali ripartono felicemente verso la Terra. |                   |         |
| 31 | Proteggiamola! L'ultima Pen delle Princess☆ 「守り抜け！最後のプリンセスのペン☆」 - Mamorinuke! Saigo no Purinsesu no Pen☆ | 8 settembre 2019  |         |
| 31 | Topper, dopo aver chiesto invano alle Pretty Cure di unirsi al suo equipaggio, s'incolpa di non essere riuscito a proteggere le Star Princess e la galassia poiché non ha alcun potere proprio e comunica ad Hikaru, che considera la leader delle Pretty Cure, di pensare seriamente di entrare nella sua squadra perché un potere come il loro è fondamentale per la salvaguardia dell'universo. Intanto Garuouga manda Kappard alla ricerca dell'ultima Princess Star Color Pen non ancora recuperata dalle Pretty Cure, mentre lui personalmente scende in campo per sequestrare le altre undici già ripristinate ed eliminare l'ultima speranza per il bene dell'universo che è Fuwa. Star si ritrova in netto svantaggio affrontandolo da sola e la situazione non cambia col sopraggiungimento di Milky, Soleil, Selene e Cosmo. Soltanto il recupero e l'utilizzo della Princess Star Color Pen Pisces da parte di Cure Star mette temporaneamente Garuouga in ritirata; tramite essa, viene ripristinato il potere della Star Princess della costellazione dei Pesci. Con tutte le componenti dello Star Palace riunite, le dodici Pen consentono la nascita della Shiny Twinkle Pen, grazie alla quale, assieme al Twinkle Book, Fuwa cresce e si sviluppa in un piccolo unicorno alato dalla chioma arcobaleno. |                   |         |
| 32 | Emozioni sovrapposte☆ Un nuovo potere d'immaginazione 「重なる想い☆ 新たなイマジネーションの力」 - Kasanaru omoi☆ Aratana imajinēshon no chikara | 15 settembre 2019 |         |
| 32 | Le Star Princess, oramai tutte riunite nello Star Palace, comunicano alle Leggendarie Guerriere che il cambiamento di Fuwa è dovuto al fatto che si sta sviluppando e che ha bisogno delle loro premure. Garuouga, avvilito dall'ultimo combattimento che l'ha visto perdere, promette di sottrarre Fuwa alle Pretty Cure, facendo affidamento sul potere di Darknest dopo che in passato ha fallito nel salvare il proprio pianeta. La forza di volontà di Cure Star e le altre riesce a mantenere lo scontro alla pari ma, quando Garuouga minaccia con un potente attacco, Fuwa interviene rievocando la Shiny Twinkle Pen, attraverso la quale permette alle Pretty Cure di trasformarsi in Twinkle Style e di vincere. Infine, Topper abbandona il suo proposito di far entrare le guerriere nell'Unione Spaziale del Cielo Stellato e lascia che continuino a prendersi cura di Fuwa sulla Terra, mentre Cure Star e le altre hanno la missione di rintracciare la Twinkle Imagination, sebbene abbiano già recuperato tutte e dodici le Princess Star Color Pen, necessaria per guidare Fuwa nella sua forma completa verso un enorme potere, così da riportare definitivamente la luce nell'universo. |                   |         |
| 33 | La determinazione di Fuwa! La grande operazione per dare una mano☆ 「フワの決意！お手伝い大作戦☆」 - Fuwa no ketsui! Otetsudai daisakusen☆ | 22 settembre 2019 |         |
| 33 | Fuwa, essendo cresciuta, sente il desiderio di aiutare maggiormente le Pretty Cure nei loro doveri, le quali tuttavia sono indaffarate ciascuna coi propri impegni e, con l'inizio del nuovo semestre a scuola, non hanno molto tempo libero. Fuwa combina solo guai nel voler dare una mano e, quando viene rimproverata, scappa via venendo presto individuata insieme a Yeti, il cane di Hikaru, da Kappard. Le Pretty Cure arrivano in soccorso della fatina, scusandosi di non averle dedicato abbastanza tempo, e si apprestano a riportare alla normalità Yeti dall'influsso del nemico. |                   |         |
| 34 | Sentimenti connessi☆ Elena e l'alieno cactus! 「つながるキモチ☆ えれなとサボテン星人！」 - Tsunagaru kimochi☆ Erena to saboten seijin! | 29 settembre 2019 |         |
| 34 | Le Pretty Cure vengono avvertite da Abraham che l'Unione Spaziale del Cielo Stellato sta mandando un agente in esplorazione sulla Terra e consiglia loro di dare una calorosa accoglienza per far rivalutare il pianeta in modo positivo tra la popolazione aliena. L'ospite dalle sembianze di un cactus, Saboro, ha però difficoltà a comunicare poiché non usa la parola, ma Elena, prendendo spunto dal lavoro di interprete di lingue straniere della madre, trova un modo e gli fa conoscere la cultura terrestre fino a che quest'ultimo fraintende un gesto carino e si offende. Le ragazze intanto scoprono che il loro ospite non è colui che stavano aspettando ma un comune alieno in giro per l'universo, tuttavia Elena sente lo stesso il bisogno di scusarsi per non aver compreso i suoi sentimenti. Tenjou lo usa per sferrare un attacco e le Pretty Cure sono costrette ad intervenire per salvarlo: Saboro comprende la bontà d'animo di Elena e, poco prima di ripartire verso il suo pianeta, le regala un fiore in segno di ringraziamento. |                   |         |
| 35 | Hikaru fa la presidentessa del consiglio studentesco!? Una battaglia elettorale kirayaba☆ 「ひかるが生徒会長！？キラやば選挙バトル☆」 - Hikaru ga seitokaichō!? Kirayaba senkyo batoru☆ | 6 ottobre 2019    |         |
| 35 | In vista del prossimo anno, Madoka dà le dimissioni di presidentessa del consiglio studentesco e spinge Hikaru a prendere il suo posto, vedendola come una possibile subentrante piena di idee per migliorare la scuola. Sakurako, che ha sempre mirato ad ottenere la carica, si oppone e porta lei e Hikaru a uno scontro elettorale per decretare la nuova presidentessa del consiglio studentesco. Hikaru, con l'appoggio di Lala, tenta di copiare le azioni che compiva Madoka nel suo ruolo, mentre Sakurako seppur arrogante e altezzosa ha delle sue idee e vorrebbe avere modo di attuarle. L'arrivo di Kappard costringe le Pretty Cure al contrattacco; Hikaru capisce quanto Sakurako tenga al bene della scuola e, nei panni di Cure Star, risveglia un forte potere d'immaginazione che permette di battere il nemico. Successivamente nel discorso finale dei candidati all'elezione, Hikaru dà il pieno supporto a Sakurako, la quale, commossa, diventa così la nuova presidentessa del consiglio studentesco. |                   |         |
| 36 | Blue Cat di nuovo! Il cuore color arcobaleno☆ 「ブルーキャット再び！虹色のココロ☆」 - Burūkyatto futatabi! Niji-iro no kokoro☆ | 13 ottobre 2019   |         |
| 36 | Yuni torna a vestire i panni della fantomatica ladra Blue Cat per recuperare un anello originario del pianeta Rainbow, entrato in possesso del boss mafioso Don Octo. Hikaru e le amiche sono contrarie all'idea che lei torni a rubare, per quanto a fin di bene, ma decidono lo stesso di accompagnarla nella missione, intrufolandosi alla festa con i mafiosi più potenti del cosmo. Sul luogo è presente sotto copertura anche Mary Ann, un'investigatrice alle prime armi della polizia spaziale, che si prefigge l'obiettivo di arrestare Blue Cat. Sia Blue Cat che Mary Ann vengono scoperte e catturate dagli uomini di Don Octo, ma vengono tratte in salvo da Hikaru e le altre prima che l'apparizione di Tenjou costringa le Pretty Cure a entrare in azione. Seguendo il suggerimento delle amiche di non sottrarre all'avversario gli oggetti con la forza, Yuni mostra il suo vero aspetto di abitante del pianeta Rainbow e domanda l'anello tanto importante per il suo popolo a Don Octo, che apprezza l'onestà e glielo rende. Mary Ann non riesce nel suo intento di arrestare Blue Cat, la quale, come Yuni, non assicura alle amiche di smettere di rubare finché non avrà recuperato tutti i tesori di Rainbow, ma le rassicura di non affliggere più il loro animo. |                   |         |
| 37 | Vincere con gli UMA! Il concorso dei costumi di Halloween☆ 「ＵＭＡで優勝！ハロウィン仮装コンテスト☆」 - Yūma de yūshō! Harouin kasō kontesuto☆ | 20 ottobre 2019   |         |
| 37 | Hikaru e Lala decidono di partecipare con la loro classe al concorso dei costumi di Halloween che si tiene nel distretto commerciale della città, travestendosi da UMA, a cui prendono parte anche Elena e la sua famiglia, Madoka e Yuni. Kappard, nel frattempo, ricorda il suo pianeta d'origine ormai distrutto e sfoga la sua frustrazione di averlo perduto: le Pretty Cure, per non spaventare la folla e far scoprire loro dell'esistenza degli alieni, improvvisano una scena mascherate da combattenti e fanno allontanare il nemico per affrontarlo. Il concorso per il miglior costume di Halloween viene infine vinto dalla classe di Hikaru e Lala, da Elena e la sua famiglia, da Madoka e Yuni e, curiosamente, anche da Kappard. |                   |         |
| 38 | Risplendi! La Twinkle Imagination di Yuni☆ 「輝け！ユニのトゥインクルイマジネーション☆」 - Kagayake! Yuni no Tuinkuru Imajinēshon☆ | 27 ottobre 2019   |         |
| 38 | Non trovando alcun indizio su cosa e dove possa essere la Twinkle Imagination, le Pretty Cure si affidano alla lettura delle stelle e raggiungono il famoso indovino Hakkenyan sulla stella Uranine, da cui Yuni in passato ha tratto spunto per crearsi il ruolo di Bakenyan. Yuni desidera trovare quello che cerca quanto prima, per riportare il suo pianeta Rainbow alla normalità, ma Hakkenyan le indica di osservare con più calma ciò che la circonda. Aiwarn rintraccia il segnale delle Pen e torna ad attaccare brutalmente Cure Cosmo; Yuni si rende conto che il rancore verso la nemica per aver sterminato il suo popolo è lo stesso che quest'ultima a sua volta prova nei suoi confronti per averla ingannata nei panni di Bakenyan e averle fatto perdere il posto tra i Notraider, che l'avevano accolta da bambina quando era rimasta senza dimora. Con la nuova consapevolezza, Cure Cosmo perdona Aiwarn e sblocca la propria Twinkle Imagination con cui la sconfigge definitivamente insieme alle altre guerriere; dopodiché, Aiwarn respinge la proposta di seguirle sulla Terra e va via da sola. |                   |         |
| 39 | La grande crisi di Elena! La trappola dell'insegnante Tenjou! 「えれな大ピンチ！テンジョウ先生のワナ！」 - Erena dai pinchi! Tenjou-sensei no wana! | 10 novembre 2019  |         |
| 39 | Le Star Princess avvertono che ciascuna delle Pretty Cure, eccetto Cure Cosmo che l'ha già ottenuta, dovrà trovare la propria Twinkle Imagination. Nel frattempo, Elena viene selezionata tra gli studenti della sua scuola per un concorso di lingua inglese che si svolgerà a breve. Tenjou ne approfitta e fa credere di essere una nuova insegnante, sotto il nome di Jō Tengu, al fine di far abbassare la guardia e rapire Fuwa. Fingendo di volerla istruire per il concorso, la donna fa leva sulle esperienze dolorose di Elena, di quando da bambina veniva esclusa perché considerata diversa in quanto aveva origini diverse dagli altri suoi coetanei. Elena tuttavia non perde la sua solarità e durante il concorso, traendo ispirazione dai quei tristi ricordi, pronuncia un bel discorso sull'importanza dei sorrisi che uniscono le unicità di ciascuno. La nemica sfodera dunque la sua rabbia verso Cure Soleil, ma viene battuta. |                   |         |
| 40 | Scoperta!? L'aliena della classe 3 del 2º anno☆ 「バレちゃった！？２年３組の宇宙人☆」 - Barechatta!? 2-nen 3-kumi no uchūjin☆ | 17 novembre 2019  |         |
| 40 | Fuyuki, il padre di Madoka, scopre che Lala è coinvolta negli avvistamenti alieni sui quali la sua squadra investigativa sta indagando da tempo. Per raccogliere sufficienti prove, l'uomo interroga i compagni di scuola della ragazza e li porta a supporre che sia un'aliena da cui è meglio tenersi alla larga. Nonostante le difese di Hikaru, Lala si rattrista e comincia a sentire il peso di essere diversa dai terrestri, che però non esita a difendere dall'ennesimo attacco di Kappard, dichiarando di essere un'aliena di Samaan e trasformandosi in Pretty Cure davanti a loro insieme alle altre guerriere. Tra lo stupore generale per la rivelazione, Cure Milky viene incoraggiata a battere il nemico tanto che, abbattendo i muri che dividono popoli e razze sia umane che aliene, riesce a sbloccare la propria Twinkle Imagination con cui insieme alle altre vince lo scontro. Poco dopo, i compagni di scuola difendono Lala dalle accuse di Fuyuki e la accettano felicemente per quella che è. |                   |         |
| 41 | Luna risplendi☆ Il primo passo di Madoka! 「月よ輝け☆ まどかの一歩！」 - Tsuki yo kagayake☆ Madoka no ippo! | 24 novembre 2019  |         |
| 41 | Madoka lascia ufficialmente il ruolo di presidentessa del consiglio studentesco a Sakurako. Il padre le chiede dunque di prepararsi per gli studi all'estero a Londra una volta terminate le scuole medie, ma Madoka è in dubbio a tal proposito e si domanda se sia mai riuscita a decidere da sola della sua vita. Intanto Garuouga attacca pesantemente per sequestrare Fuwa: Cure Selene fa di tutto perché ciò non avvenga e, comprendendo che può brillare da sola senza il bisogno di affidarsi agli altri nelle sue scelte, sblocca la propria Twinkle Imagination con cui fa fuggire il nemico assieme alle altre Pretty Cure. Ancora indecisa se andare a studiare all'estero oppure no, Madoka informa di voler prendere le decisioni, seppur sbagliate, per conto proprio d'ora in poi; il padre non accetta di buon grado la cosa, perché vorrebbe che crescesse secondo le sue direttive, al contrario della madre che è contenta di vedere la figlia maturare. |                   |         |
| 42 | Lo smarrimento dei sorrisi, lo smarrimento di Elena. 「笑顔の迷い、えれなの迷い。」 - Egao no mayoi, Erena no mayoi. | 1º dicembre 2019  |         |
| 42 | Elena pianifica il suo futuro, ma ancora dubbi su come gestirlo. La madre le consiglia di fare ciò che la rende felice, così come Madoka che, avvertendo che qualcosa non va e per ripagare Elena di averla aiutata coi suoi sogni, la incoraggia a pensare più intensamente ai propri interessi. Tenjou prende di mira la madre di Elena, la quale è triste perché trova finto il modo di sorridere di sua figlia e non ne capisce il motivo: Cure Soleil viene sopraffatta dalle parole della nemica su quanto tutto ciò dimostri che il suo sorriso è soltanto una maschera, ma le Pretty Cure si uniscono ancora una volta e riescono a riportare la donna alla normalità dallo stato di Notrei. Nonostante il bene abbia avuto la meglio, Elena trova che sia stata una vittoria dolceamara dal suo punto di vista. |                   |         |
| 43 | Pensieri verso i sorrisi☆ Tenjou contro Elena! 「笑顔への想い☆ テンジョウＶＳえれな！」 - Egao e no omoi☆ Tenjou tai Erena! | 8 dicembre 2019   |         |
| 43 | Le Pretty Cure apprendono dall'Unione Spaziale del Cielo Stellato che la stella Guten può fornire loro la tecnologia di cui hanno bisogno per localizzare il covo dei Notraider. Il pianeta futuristico è tra l'altro il mondo natale di Tenjou, e i suoi abitanti sono molto presuntuosi nello sfoggiare i loro lunghi nasi come simbolo di bellezza. Proprio Tenjou torna da sola all'attacco e nel combattimento le si stacca la mascherina che le copriva parte del viso, rivelando che lei non possiede un naso come quello della sua gente e il motivo per cui si è unita ai Notraider è perché ha sempre sofferto quando veniva etichettata come inferiore a causa di ciò. Cure Soleil capisce i pensieri dolorosi di Tenjou, trasformatasi volontariamente pur di vincere in un Notrei, e sente il desiderio di far sorridere tutti sbloccando la propria Twinkle Imagination con cui batte assieme alle altre guerriere l'avversaria che si congeda. Dopo che il gruppo delle Pretty Cure torna a casa, Elena mostra ai genitori il suo sincero stato d'animo, decidendo di diventare in futuro un'interprete di lingue straniere come sua madre. |                   |         |
| 44 | Sorpresa~☆ Babbo Natale è un alieno!? 「サプラ～イズ☆ サンタさんは宇宙人！？」 - Sapura~izu☆ Santa-san wa uchūjin!? | 15 dicembre 2019  |         |
| 44 | Abraham contatta le Pretty Cure per avvertire dello schianto di un'astronave nelle vicinanze della loro città e di prestare aiuto nel salvataggio. Nel luogo dell'incidente Hikaru inizialmente confonde l'alieno con Babbo Natale, tuttavia Yuni la informa che in realtà è un santaniano, la cui razza è conosciuta perché si diletta a sorprendere le persone con regali. Il santaniano è venuto sulla Terra per recapitare i doni ai bambini, ma sfortunatamente il robot delle consegne non funziona bene dopo l'incidente, quindi le Pretty Cure si offrono di aiutarlo nell'impresa. Grazie ai varchi spazio-tempo di Fuwa, i regali vengono consegnati in tempo, ma il gruppo viene colto alla sprovvista da Darknest; quest'ultimo tenta di prendere Fuwa, però Cure Star e le altre riescono a sconfiggerlo, solo per poi scoprire che era un Notrei travestito con l'armatura, mandato per testarne il potere. La mattina seguente, tutti i bambini si svegliano felici coi loro regali mentre le Pretty Cure salutano il santaniano. |                   |         |
| 45 | La stella scintillante che splende☆ L'Imagination di Hikaru! 「輝くキラキラ星☆ ひかるのイマジネーション！」 - Kagayaku kirakira boshi☆ Hikaru no Imajinēshon! | 22 dicembre 2019  |         |
| 45 | Hikaru pensa a come risvegliare la propria Twinkle Imagination, essendo l'unica guerriera che ancora non l'ha fatto. Parlando con Ryo-jii, ammette di sentirsi turbata ultimamente poiché ha la sensazione che tutti i suoi amici vadano avanti nel futuro e lei invece rimanga ferma. Sulla strada verso casa, la ragazza viene bloccata da Kappard che, determinato, la mette in seria difficoltà prima dell'arrivo delle compagne. L'astio di Kappard verso le popolazioni diverse dalla sua si spiega quando egli racconta di come il suo pianeta è stato distrutto perché i cittadini pensavano ingenuamente di poter andare d'accordo con quelli di altri pianeti, ricevendo al contrario solo inganni e sottomissioni. Le Pretty Cure contrastano il pensiero del nemico, che ritiene impossibile che esistano rapporti tra popoli diversi, mentre Cure Star comprende a cosa si stava riferendo Ryo-jii con la metafora sulle costellazioni e assicura di continuare a brillare ferma nonostante le cose intorno cambino, sbloccando la propria Twinkle Imagination con cui annienta il nemico insieme alle altre Pretty Cure. Kappard viene tuttavia portato via prima che Cure Star possa instaurare un legame con lui. |                   |         |
| 46 | Darknest discende! Assalto allo Star Palace 「ダークネスト降臨！スターパレスの攻防」 - Dākunesuto kōrin! Sutā Paresu no kōbō | 5 gennaio 2020    |         |
| 46 | Le Pretty Cure, sbloccate le loro cinque Twinkle Imagination, si recano insieme a Fuwa e Prunce dalle dodici Star Princess, le quali comunicano di poter finalmente iniziare il rituale che garantirà la pace e la restaurazione della luce nell'universo. Tuttavia lo Star Palace viene assediato dall'armata dei Notraider, potenziati e controllati da Darknest. Mentre le Star Princess stanno in difesa, le Pretty Cure rispondono all'attacco, coadiuvate dall'Unione Spaziale del Cielo Stellato, sebbene Cure Star sia convinta che l'universo appartenga a tutti e nessuno abbia il diritto di impadronirsene. La battaglia portata all'esasperazione viene brevemente interrotta da Darknest che svela la sua identità di 13ª Star Princess delle costellazioni dello zodiaco, quella dell'Ofiuco, la quale insieme alle altre dodici ha creato il cosmo, ma che, non soddisfatta del risultato, ha progettato da sola di cancellarlo e non conquistarlo come invece erano convinti i suoi generali dei Notraider. A Garuouga, Kappard e Tenjou, compreso il reale intento del loro capo, viene distorta l'immaginazione ma vengono salvati con tutti i Notrei, che si scoprono essere semplici alieni soggiogati, dalle Pretty Cure, le quali ricevono l'aiuto inaspettato di Aiwarn. Bloccate le altre Princess, Ofiuco approfitta della stanchezza delle guerriere per catturare Fuwa, considerata un recipiente di potere, utile al suo scopo di annichilimento dell'universo. |                   |         |
| 47 | Salviamo Fuwa! Lo spazio che scompare e l'oscurità che accresce! 「フワを救え！消えゆく宇宙と大いなる闇！」 - Fuwa wo sukue! Kieyuku uchū to ōinaru yami! | 12 gennaio 2020   |         |
| 47 | L'Unione Spaziale, assieme alle Pretty Cure, riabilita tutti i Notraider purificati dal potere distorto, che si offrono volentieri di aiutare nella battaglia. Topper comunica di aver localizzato la nemica e tutti insieme si preparano ad andare a salvare Fuwa e le Star Princess. Il rituale per nullificare l'universo attraverso Fuwa, contenente parte del potere utile a tal fine, è quasi pronto, ma viene ostacolato dall'arrivo della grande squadra capitanata dalle Pretty Cure. Ofiuco rivela che l'immaginazione che dimora negli esseri viventi è in realtà metà del potere delle Star Princess, conferito quando hanno creato l'universo nonostante lei fosse contraria all'idea che le costò l'allontanamento; una volta riprese le forze, ha assunto l'identità di Darknest e si è circondata di quelli che sarebbero diventati i Notraider per intraprendere il suo piano di vendetta verso le ex-compagne, ovvero cancellare il cosmo pregno di immaginazioni sia distorte che normali e ricrearlo secondo la sua volontà. Per mettere fine all'oscurità che avanza, le Princess sollecitano le Pretty Cure a utilizzare, assieme alle Twinkle Imagination che rappresentano l'immaginazione dei viventi, l'altra metà del loro potere, cioè Fuwa la quale tuttavia cesserebbe di esistere e tornerebbe a far parte dello Star Palace. Vedendo le guerriere così riluttanti a combattere, Fuwa prende in mano la situazione e sacrifica se stessa per il bene dell'universo. |                   |         |
| 48 | Con le emozioni sovrapposte! La stella della speranza che rischiara l'oscurità☆ 「想いを重ねて！闇を照らす希望の星☆」 - Omoi wo kasanete! Yami wo terasu kibō no hoshi☆ | 19 gennaio 2020   |         |
| 48 | Il sacrificio di Fuwa si rivela vano, poiché Hikaru e le altre inconsciamente non la volevano perdere, e la Star Princess dell'Ofiuco riesce a scampare al rituale di luce, dando inizio all'ascesa dell'oscurità che inghiottisce l'universo. Soltanto le cinque Leggendarie Guerriere sopravvivono, grazie ai loro poteri, e Hikaru si rende conto che sia l'universo che Fuwa esistono ancora nei loro cuori, dandosi la spinta per continuare a lottare malgrado tutto. Unendo le immaginazioni in un ultimo sforzo di farle risplendere, le Pretty Cure si trasformano in Twinkle Style e si confrontano con Ofiuco, cancellando l'oscurità e ripristinando l'universo. Ofiuco non comprende tuttavia il motivo per cui lei è stata risparmiata, ma ammette la sconfitta e decide di andarsene, minacciando di tornare se le cose vengono distorte di nuovo nel cosmo che le sue avversarie si sono tanto impegnate a proteggere. Infine, le guerriere rinunciano ai loro poteri per far rinascere Fuwa, sebbene priva di abilità magiche, della quale le Star Princess e Prunce accettano di prendersi cura. Poiché l'universo è stato salvato, Hikaru, Elena e Madoka rientrano sulla Terra e dicono addio in lacrime a Lala e Yuni, che invece ritornano sui loro pianeti, con la speranza di rivedersi un giorno. |                   |         |
| 49 | Disegnala nel cosmo! La mia sola immaginazione☆ 「宇宙に描こう！ワタシだけのイマジネーション☆」 - Sora ni egakou! Watashi dake no imajinēshon☆ | 26 gennaio 2020   |         |
| 49 | Ristabilito l'ordine dell'universo, Prunce e le Star Princess si prendono cura di Fuwa, che probabilmente non riavrà più i suoi poteri, Yuni riporta la gente di Rainbow alla normalità con l'aiuto di Aiwarn, mentre Lala, grazie alla quale su Samaan il lavoro non viene più scelto tramite statistiche, viene incaricata di rintracciare un prototipo di maschera da Notrei caduto per sbaglio nel varco spazio-tempo usato da Hikaru, Elena e Madoka quando sono rientrate sulla Terra. L'oggetto finisce sfortunatamente nelle mani del padre di Hikaru, che viene trasformato contro la sua volontà in un Notrei: le cinque ragazze, appena ritrovatesi, rivestono il ruolo di Leggendarie Guerriere e, con l'aiuto di una nuova Pretty Cure di nome Cure Grace (proveniente dalla diciassettesima serie), sconfiggono il mostro. Il tutto si rivela però un sogno di Hikaru, la quale ormai adulta si appresta a partire per lo spazio come astronauta del primo equipaggio interamente giapponese; all'evento partecipano anche Elena, come interprete di lingue per la copertura mediatica, e Madoka, come capo dell'ufficio investigativo spaziale per la supervisione del lancio. Nel frattempo che nel Mondo del Cielo Stellato vi è uno sviluppo prospero, Hikaru spera di stare mantenendo la promessa fatta a Lala, ovvero tornare nello spazio e rivedersi dopo tanto tempo; giunta in orbita, le sembra di sentire la voce di Fuwa mentre, commossa, vede la luce di un varco spazio-tempo dal finestrino. |                   |         |